# 한중록 (드라마)
《한중록》은 MBC 정통 사극 조선왕조 오백년 시리즈의 아홉 번째 작품으로, 1988년 10월 19일부터 1989년 6월 1일까지 방영되었다.
뒤주 속 왕자로 대변되는 사도세자, 인간적 결함을 지녔던 지아비의 처절한 죽음을 숨죽이고 지켜봐야만 했던 혜경궁 홍씨.
영조 임금의 양면성, 세도 정치의 효시 홍국영
사도세자의 처절한 죽음을 숨죽이고 지켜볼 수밖에 없었던 혜경궁 홍씨, 이중인격자 영조의 양면성과 세도정치의 효시 홍국영의 전횡시대를 재조명했다.

## 등장 인물
- 최수종 : 사도장헌세자 역
- 최명길 : 혜경궁 홍씨 역
- 김성원 : 영조 역
- 전호진 : 정조 역
- 김윤경 : 영빈 이씨 역
- 강부자 : 인원왕후 역
- 김애경 : 정성왕후 역
- 김혜옥 : 선의왕후 역
- 김용선 : 정순왕후 역
- 김혜선 : 숙의 문씨 역
- 이상숙 : 화완옹주 역
- 변희봉 : 박문수 역
- 황일청 : 김재로 역
- 정상철 : 이천해 역
- 정선일 : 홍낙인 역
- 박영지 : 조현명 역
- 신충식 : 이천보 역
- 임문수 : 김한구 역
- 김주영 : 김귀주 역
- 이계인 : 문성국 역
- 차주옥
- 이기영
- 김길호 : 홍현보 역
- 정욱 : 홍봉한 역
- 박광남 : 홍인한 역
- 방희
- 홍계일 : 신만 역
- 홍민우 : 윤급 역
- 홍승옥
- 박태호 : 홍계희 역
- 김경진 : 정후겸 역
- 김동현 : 홍국영 역
- 홍성숙 : 원빈 홍씨 역
- 이영범 : 홍낙임 역
- 김영선
- 박영태 : 김치인 역
- 강성욱 : 채제공 역
- 홍성선
- 박소현
- 정대홍: 홍낙춘 역
- 정진 : 김상로 역
- 채유미 : 숙빈 임씨 역[1]
- 최진실 : 장미 역[1]
- 이잎새 : 어린 효의왕후 역
- 장덕수 : 어린 정조 역
- 정명환 : 서명선 역
- 남영진 : 김명기 역
- 김웅철 : 나경언 역
- 문용민 : 이해중 역
- 권은아 : 한상궁 역
- 서영애 : 최상궁 역
- 이수나 : 상궁 역
- 김기현
- 문회원 : 김환채 역
- 이혜근
- 나문희
- 나성균 : 김수완 역
- 신성균
- 신국 : 정휘량 역
- 이재룡
- 전현
- 유강진 : 해설

## 결방
- 1988년 11월 23일 ~ 11월 24일: 광주특위청문회 중계 방송 관계로 결방
- 1988년 11월 30일 ~ 12월 1일: 창사 특집극 《만남》 편성 관계로 결방
- 1988년 12월 13일 ~ 12월 14일[2]: 광주특위청문회 중계 방송 관계로 결방
- 1989년 2월 22일: 광주특위청문회 중계 방송 관계로 결방